# Мура (Италия)
Вижте пояснителната страница за други значения на Мура.
Му̀ра (на италиански: Mura, на източноломбардски: Müra, Мюра) е село и община в Северна Италия, провинция Бреша, регион Ломбардия. Разположено е на 691 m надморска височина. Населението на общината е 800 души (към 2013 г.).